# Clidemia anisophylla
Clidemia anisophylla är en tvåhjärtbladig växtart som beskrevs av Dc.. Clidemia anisophylla ingår i släktet Clidemia och familjen Melastomataceae. Inga underarter finns listade i Catalogue of Life.